# Кайманская демократическая партия
Кайманская демократическая партия (англ. Cayman Democratic Party) — бывшая политическая партия на Каймановых Островах. Относится к правоцентристским партиям.

## История
На выборах 2000 года политические партии не были представлены. После выборов члены парламента основали в ноябре 2001 года Кайманскую демократическую партию. Лидером партии был МакКива Буш. В 2005—2009 и 2013—2017 годах КДП была оппозиционой партией. После выборов 2017 года было объявлено о создании коалиционного правительства между Народным прогрессивным движением, Демократической партией и независимыми, в котором Олден Маклафлин из прогрессистов остался бы премьер-министром, а лидер демократов Буш стал бы спикером. Однако позже между Демократической партией и всеми независимыми членами, кроме одного, было достигнуто коалиционное соглашение о формировании возглавляемого Бушем «правительства национального единства». Эта договорённость между Демократической партией и независимыми позже провалилась, и первоначальная сделка между Народным прогрессивным движением, Демократической партией и независимыми депутатами была повторно согласована.

## Коллапс партии
Перед выборами 2021 года, в декабре 2020 года, лидер демократов Маккива Буш был приговорен к двум месяцам условного тюремного заключения за нападение на женщину в феврале 2020 года, что привело к вынесению ему вотума недоверия. Премьер-министр Маклафлин попросил губернатора Мартина Ропера распустить парламент 14 февраля, что вызвало досрочные выборы вместо проведения голосования по предложению. В преддверии выборов Демократическая партия была описана как «[кажущаяся] несуществующей», поскольку деятели, ранее входившие в партию (включая Буша), вместо этого баллотировались как независимые.

## Участие в выборах
| Год выборов | Голоса | %      | Мест получено |
| ----------- | ------ | ------ | ------------- |
| 2005        | 6 062  | 30,86% | 5 из 15       |
| 2009        | 17 299 | 44,2%  | 9 из 15       |
| 2013        | 16 816 | 27,8%  | 3 из 18       |
| 2017        | 3 786  | 24,08% | 3 из 19       |